# Melanolophia madefactaria
Melanolophia madefactaria är en fjärilsart som beskrevs av Dyar 1914. Melanolophia madefactaria ingår i släktet Melanolophia och familjen mätare. Inga underarter finns listade i Catalogue of Life.